# Dichistius
Famille
Genre
Dichistius est un genre de poissons perciformes, le seul de la famille des Dichistiidae. Le genre contient trois espèces.

## Liste des espèces
- Dichistius capensis  (Cuvier, 1831)
- Dichistius falcatus  Smith, 1935
- Dichistius multifasciatus  (Pellegrin, 1914)